# Harmochirus duboscqi
Harmochirus duboscqi là một loài nhện trong họ Salticidae.
Loài này thuộc chi Harmochirus. Harmochirus duboscqi được Lucien Berland & Millot miêu tả năm 1941.